# Bruno Durdov
Bruno Durdov (Split, 11. prosinca 2007.) hrvatski je nogometaš koji igra na poziciji ofenzivnog veznog igrača za Hajduk Split.

## Klupska karijera
Durdov je započeo svoju nogometnu karijeru kada je imao 6 godina u GOŠK Kaštel Gomilici. Godine 2015. primljen je u akademiju Luke Kaliterne koja pripada klubu Hajduku. U jesen 2023. potpisao je novi ugovor s Hajdukom do 2026. Nakon potpisivanja ugovora Durdov je počeo trenirati s glavnom momčadi trenera Gennara Gattusa. Profesionalni debi imao je 5. svibnja 2024. protiv NK Varaždina i ušao na teren umjesto Yassina Benrahoua u 82. minuti.
Durdov je svoj prvi zgoditak u profesionalnoj karijeri postigao 21. rujna 2024. u prvenstvenoj utakmici protiv NK Gorice. Ostao je zapamćen kao dvostruki strijelac u toj utakmici, a njegova momčad slavila je rezultatom 4-1. Bruno je sa 16 godina, 9 mjeseci i 10 dana ušao u povijest kao najmlađi igrač koji je postigao zgoditak za Hajduk Split i najmlađi igrač koji je postigao dva zgoditka u jednoj utakmici u HNL-u.

## Reprezentativna karijera
Durdov je za hrvatsku reprezentaciju do 17 godina debitirao 15. kolovoza 2023. u prijateljskoj utakmici protiv Islanda. Svoj prvi zgoditak zabio je 6. studenog protiv reprezentacije Farskih Otoka u utakmici kvalifikacijskog kruga Europskog prvenstva do 17 godina. Dana 17. svibnja Durdov je uvršten u sastav reprezentacije za turnir. Na prvenstvu je debitirao u drugom susretu grupne faze protiv reprezentacije Danske. Bruno, koji je nastupio u prvoj postavi u posljednjoj utakmici grupne faze protiv Walesa, zabio je zgoditak izravnim udarcem iz kuta. Međutim, reprezentacija je u tom susretu izgubila te se nije uspjela plasirati u doigravanje zauzevši treće mjesto u skupini.

## Osobni život
Živio je u Kaštel Sućurcu, a kasnije se s obitelji preselio u Kaštel Lukšić. Ima dva starija brata, Tonija i Marina. Njegov otac Mate Durdov također je bio nogometaš.

## Vanjske poveznice
- Profil, Hrvatski nogometni savez